# Donja Trnava (okręg niszawski)
Donja Trnava (cyr. Доња Трнава) – wieś w Serbii, w okręgu niszawskim, w mieście Nisz. W 2011 roku liczyła 647 mieszkańców.